# Stephidae
Stephidae är en familj av kräftdjur. Stephidae ingår i ordningen Calanoida, klassen Maxillopoda, fylumet leddjur och riket djur. Enligt Catalogue of Life omfattar familjen Stephidae 12 arter. 
Kladogram enligt Catalogue of Life och Dyntaxa:
| Stephidae | \| \| Parastephos \| \| \| \| \| \| Stephos \| \| \| \| |
|           | \| \| Parastephos \| \| \| \| \| \| Stephos \| \| \| \| |
|           | Parastephos                                             |
|           |                                                         |
|           | Stephos                                                 |
|           |                                                         |